# Christine Guldbrandsen
Christine Guldbrandsen (n. 19 martie 1985, Bergen, Norvegia) a reprezentat Norvegia la Eurovision 2006 cu cântecul Alvedansen. S-a clasat pe locul 14. 

## Discografie
- Surfing in the Air (2003)
- Moments (2004)
- Christine ( 2007)